# Ян Сяньцзинь
Ян Сяньцзинь (кит. трад. 楊銜晉, упр. 杨衔晋, пиньинь Yáng Xián-jìn; 1913—1984) — китайский ботаник и лесовод.

## Биография
Ян Сяньцзинь родился 4 мая 1913 года в уезде Цзяхэ провинции Чжэцзян. С 1931 года учился в Национальном центральном университете в Нанкине, в 1935 году окончил отделение сельского хозяйства и лесоводства, после чего остался там работать в должности ассистента. В 1937 году Ян был назначен научным сотрудником и редактором в Нанкинском институте биологических наук.
С 1942 года Ян Сяньцзинь преподавал в звании профессора в Фуданьском университете. В апреле 1945 года он отправился в США, получать дополнительное образование в Йельском университете. Вернувшись в Китай в августе 1946 года, он продолжил преподавать в Фуданьском университете, а также стал адъюнкт-профессором Хэнаньского университета в Кайфыне. Также он работал профессором в Университете Тунцзи в Шанхае.
В мае 1950 года Ян стал профессором и деканом департамента лесоводства Северо-восточного сельскохозяйственного колледжа. С 1952 года был профессором вновь организованного Северо-восточного университета. С 1956 года Ян — член коммунистической партии.
Ян Сяньцзинь был специалистом по систематике семейства Лавровые, его авторству принадлежат обработки родов Litsea, Neolitsea и Actinodaphne в монографии флоры Китая. Описал свыше 70 новых видов растений.
Скончался Ян Сяньцзинь в Пекине 6 февраля 1984 года.

## Некоторые научные публикации
- Yang Y.C. An enumeration of lauraceous plants from Szechuan and Sikang (англ.) // Contributions from the Biological Laboratory of the Chinese Association for the Advancement of Science : journal. — 1948. — Vol. 13, no. 1.